# ترينيداد، بوليفيا
ترينيداد، بوليفيا (بالإنجليزية: Trinidad, Bolivia)‏ هي مدينة، تتبع Cercado ‏، بلغ عدد سكانها 120182 نسمة.

## المناخ
يظهر الجدول التالي التغييرات المناخية على مدار السنة لترينيداد، بوليفيا:
| البيانات المناخية لـترينيداد، بوليفيا                    | البيانات المناخية لـترينيداد، بوليفيا | البيانات المناخية لـترينيداد، بوليفيا | البيانات المناخية لـترينيداد، بوليفيا | البيانات المناخية لـترينيداد، بوليفيا | البيانات المناخية لـترينيداد، بوليفيا | البيانات المناخية لـترينيداد، بوليفيا | البيانات المناخية لـترينيداد، بوليفيا | البيانات المناخية لـترينيداد، بوليفيا | البيانات المناخية لـترينيداد، بوليفيا | البيانات المناخية لـترينيداد، بوليفيا | البيانات المناخية لـترينيداد، بوليفيا | البيانات المناخية لـترينيداد، بوليفيا | البيانات المناخية لـترينيداد، بوليفيا |
| الشهر                                                    | يناير                                 | فبراير                                | مارس                                  | أبريل                                 | مايو                                  | يونيو                                 | يوليو                                 | أغسطس                                 | سبتمبر                                | أكتوبر                                | نوفمبر                                | ديسمبر                                | المعدل السنوي                         |
| -------------------------------------------------------- | ------------------------------------- | ------------------------------------- | ------------------------------------- | ------------------------------------- | ------------------------------------- | ------------------------------------- | ------------------------------------- | ------------------------------------- | ------------------------------------- | ------------------------------------- | ------------------------------------- | ------------------------------------- | ------------------------------------- |
| الدرجة القصوى °م (°ف)                                    | 37 (99)                               | 37 (99)                               | 37 (99)                               | 40 (104)                              | 42 (108)                              | 39 (102)                              | 38 (100)                              | 40 (104)                              | 37 (99)                               | 40 (104)                              | 38 (100)                              | 37 (99)                               | 42 (108)                              |
| متوسط درجة الحرارة الكبرى °م (°ف)                        | 30.9 (87.6)                           | 30.8 (87.4)                           | 31.1 (88.0)                           | 30.6 (87.1)                           | 29.1 (84.4)                           | 28.4 (83.1)                           | 29.0 (84.2)                           | 30.8 (87.4)                           | 30.6 (87.1)                           | 32.6 (90.7)                           | 31.9 (89.4)                           | 31.4 (88.5)                           | 31.4 (88.5)                           |
| المتوسط اليومي °م (°ف)                                   | 26.9 (80.4)                           | 27.0 (80.6)                           | 27.1 (80.8)                           | 26.1 (79.0)                           | 24.5 (76.1)                           | 22.8 (73.0)                           | 22.6 (72.7)                           | 24.0 (75.2)                           | 24.7 (76.5)                           | 26.7 (80.1)                           | 26.9 (80.4)                           | 27.0 (80.6)                           | 25.5 (77.9)                           |
| متوسط درجة الحرارة الصغرى °م (°ف)                        | 22.9 (73.2)                           | 23.2 (73.8)                           | 23.1 (73.6)                           | 21.6 (70.9)                           | 19.9 (67.8)                           | 17.1 (62.8)                           | 16.2 (61.2)                           | 17.2 (63.0)                           | 18.9 (66.0)                           | 20.9 (69.6)                           | 22.0 (71.6)                           | 22.6 (72.7)                           | 20.5 (68.9)                           |
| أدنى درجة حرارة °م (°ف)                                  | 15 (59)                               | 16 (61)                               | 13 (55)                               | 12 (54)                               | 8 (46)                                | 7 (45)                                | 3 (37)                                | 7 (45)                                | 10 (50)                               | 12 (54)                               | 12 (54)                               | 13 (55)                               | 3 (37)                                |
| الهطول مم (إنش)                                          | 298.9 (11.77)                         | 268.5 (10.57)                         | 225.5 (8.88)                          | 123.9 (4.88)                          | 114.6 (4.51)                          | 33.9 (1.33)                           | 32.1 (1.26)                           | 52.2 (2.06)                           | 123.3 (4.85)                          | 139.2 (5.48)                          | 226.8 (8.93)                          | 275.0 (10.83)                         | 1٬913٫9 (75.35)                       |
| المصدر #1: Sistema de Clasificación Bioclimática Mundial |                                       |                                       |                                       |                                       |                                       |                                       |                                       |                                       |                                       |                                       |                                       |                                       |                                       |
| المصدر #2: Weatherbase                                   |                                       |                                       |                                       |                                       |                                       |                                       |                                       |                                       |                                       |                                       |                                       |                                       |                                       |

## أعلام
- رولاندو ريبيرا
- جانين آنييز
- الان لوراس